# Long Lingyun
En una onomàstica xinesa Long es el cognom i Lingyun el prenom.
Long Lingyun (xinès simplificat: 龙凌云 ) (Chengdu ? ) Actor, publicista, guionista i director de cinema xinès.

## Biografia
Long Lingyun va néixer a Chengdu, capital de la província xinesa de Sichuan. Es va graduar al Departament de Disseny de l'Acadèmia de Belles Arts de Sichuan. Desprès una llicenciatura i un màster en direcció dramàtica per la Central Saint Martins College of Art and Design de la Universitat de les Arts de Londres. A Anglaterra també va treballar per a la companyia de teatre d'avantguarda britànica MTD (Music, Theatre Dance).Va estudiar a l'Institut Lee Strasberg de Teatre i Cinema de Nova York i a la classe de formació de guió cinematogràfic del Departament de Literatura de l'Acadèmia de Cinema de Pequín.
Abans de començar la seva trajectòria com a director de cinema va col·laborar en el rodatge d'espots publicitaris per marques com Chanel, Bulgari, Mercedes-Benz, Hermès, L'Oreal Group, Avène, H&M, Westin Hotels, entre d'altres, i com a director de publicitat d'empreses com Elle i Vogue a la Xina. Com a actor el 2018, va prestar la seva veu (veu en off) per a la pel·lícula "The National Associated University of the South West" (西南联大), una minisèrie documental de televisió en cinc capítols de 50' codirigida per Xu Bei (徐蓓) i Wu Di (吴镝).

## Filmografia destacada
- 2018: Tephra. Va ser finalista de la categoria New Talent Project del 2018 SIFF (Shanghai International Film Festival)[4]

- 2022: 何处生长 (Growing Apart)[5] L'actriu Ai Liya (艾丽娅) va guanyar el premi a la millor interpretació en la 16a edició del FIRST Festival internacional Film Festival de Xining.[6]  La pel·lícula va ser projectada a l'Asian Film Festival Barcelona de 2023.[7]
- 2023: 今夜不宜飞行 (The End of the Your). Protagonitzada per Hui Yinghong i Wang Jiayi.[6]